# Miss Model of the World
Miss Model of the World este un concurs de frumusețe care a avut loc în anul 1988 în Istanbul, Turcia.

## Câștigătoarele concursului
| Locul concursului | Țara gazdă                 | Anul | Numele câștigătoarei    | Țara                                                  | Locul 2             | Țara                       | Locul 3               | Țara      |
| ----------------- | -------------------------- | ---- | ----------------------- | ----------------------------------------------------- | ------------------- | -------------------------- | --------------------- | --------- |
| Istanbul          | Turcia                     | 1988 | Vicky Azuero            | Columbia                                              | Helena Kirsi        | Finlanda                   | Sibel Tan             | Turcia    |
| Istanbul          | Turcia                     | 1989 | Kao Arden               | Franța                                                | Marisabel Valdes    | Venezuela                  | Aneta Rusewitz        | Suedia    |
| Taipei            | Taiwan                     | 1990 | Sharon Luengo           | Venezuela                                             | Nany Naegele        | Statele Unite ale Americii | Eva Pedraza           | Spania    |
| Turku             | Finlanda                   | 1992 | Celine Cassagnes        | Franța                                                | Meike Swartz        | Germania                   | Sonia Bermudez        | Columbia  |
| Istanbul          | Turcia                     | 1993 | Gemith Gemparo          | Filipine                                              | Natalia Martinez    | Venezuela                  | Dimitri Kostaki       | Grecia    |
| Istanbul          | Turcia                     | 1994 | Isabelle De Silva       | Franța                                                | Irini Alexiou       | Grecia                     | Alexandra Koukoulyka  | Rusia     |
| Istanbul          | Turcia                     | 1995 | Laura Marlen Cabrera    | Cuba                                                  | Tugba Ozay          | Turcia                     | Jakki Denell Aherne   | Australia |
| Istanbul          | Turcia                     | 1996 | Carla Pelpeca Fernandez | Cuba                                                  | Mercedes Mwajas     | Ungaria                    | Yenni Vaca Paz        | Bolivia   |
| Istanbul          | Turcia                     | 1997 | Caroline Lubrez         | Franța                                                | Mari Carmen         | Spania                     | Assel Isabaeva        | Kazahstan |
| Istanbul          | Turcia                     | 1998 | Abby Essien             | Regatul Unit al Marii Britanii și al Irlandei de Nord | Veronica Laskaeva   | Uzbekistan                 | Woon Yeow             | Singapore |
| Antalya           | Turcia                     | 1999 | Michaella Walker        | Regatul Unit al Marii Britanii și al Irlandei de Nord | Rosana Pelaz        | Spania                     | Thanyaluk Worapimrat  | Thailanda |
| Istanbul          | Turcia                     | 2000 | Malgorzata Rozniecka    | Polonia                                               | Alexandra Aguilera  | Spania                     | Feza Gursoy           | Turcia    |
| Istanbul          | Turcia                     | 2001 | Laura Keranen           | Finlanda                                              | Ksenia Saifutdinova | Tartaria                   | Oksana Dahan          | Israel    |
| Istanbul          | Turcia                     | 2002 | Yan Wei                 | Republica Populară Chineză                            | Marta Gracia        | Spania                     | Dimitra Alexandraki   | Grecia    |
| Beijing           | Republica Populară Chineză | 2004 | Agiyla Gomez            | Trinidad și Tobago                                    | Ma Li               | Republica Populară Chineză | Ling Zhang            | Hong Kong |
| Shenzhen          | Republica Populară Chineză | 2005 | Catherine Abboud        | Liban                                                 | Chien-An Lin        | Taiwan                     | Elena Tihomirova      | Bulgaria  |
| Shenzhen          | Republica Populară Chineză | 2006 | Di Song                 | Republica Populară Chineză                            | Eleonora Masalab    | Ucraina                    | Ana Maria Ortiz Rodal | Bolivia   |
| Yuncheng          | Republica Populară Chineză | 2007 | Iveta Lutovská          | Cehia                                                 | Stephanie Thomas    | Trinidad și Tobago         | Ria Antoniou          | Grecia    |
| Shenzhen          | Republica Populară Chineză | 2008 | Mariia Iakimuk          | Ucraina                                               | Hommy King          | Republica Populară Chineză | Serap Tunç            | Turcia    |
| Shenzhen          | Republica Populară Chineză | 2009 | Emene Nyame             | Franța                                                | Deyra Cimen         | Turcia                     | Iuliia Galichenko     | Ucraina   |